# Ręków (gromada)
Ręków – dawna gromada, czyli najmniejsza jednostka podziału terytorialnego Polskiej Rzeczypospolitej Ludowej w latach 1954–1972.
Gromady, z gromadzkimi radami narodowymi (GRN) jako organami władzy najniższego stopnia na wsi, funkcjonowały od reformy reorganizującej administrację wiejską przeprowadzonej jesienią 1954 do momentu ich zniesienia z dniem 1 stycznia 1973, tym samym wypierając organizację gminną w latach 1954–1972.
Gromadę Ręków z siedzibą GRN w Rękowie utworzono – jako jedną z 8759 gromad na obszarze Polski – w powiecie wrocławskim w woj. wrocławskim, na mocy uchwały nr 32/54 WRN we Wrocławiu z dnia 2 października 1954. W skład jednostki weszły obszary dotychczasowych gromad Ręków, Dobkowice, Damianowice i Stary Zamek ze zniesionej gminy Sobótka oraz Olbrachtowice i Solna ze zniesionej gminy Gniechowice w tymże powiecie. Dla gromady ustalono 15 członków gromadzkiej rady narodowej.
1 stycznia 1960 gromadę zniesiono, a jej obszar włączono do gromad: Gniechowice (wsie Solna i Olbrachtowice), Rogów Sobócki (wsie Stary Zamek i Ręków) i znoszonej Tyniec nad Ślęzą (wsie Dobkowice i Damianowice) w tymże powiecie.